# Lewis Baltz

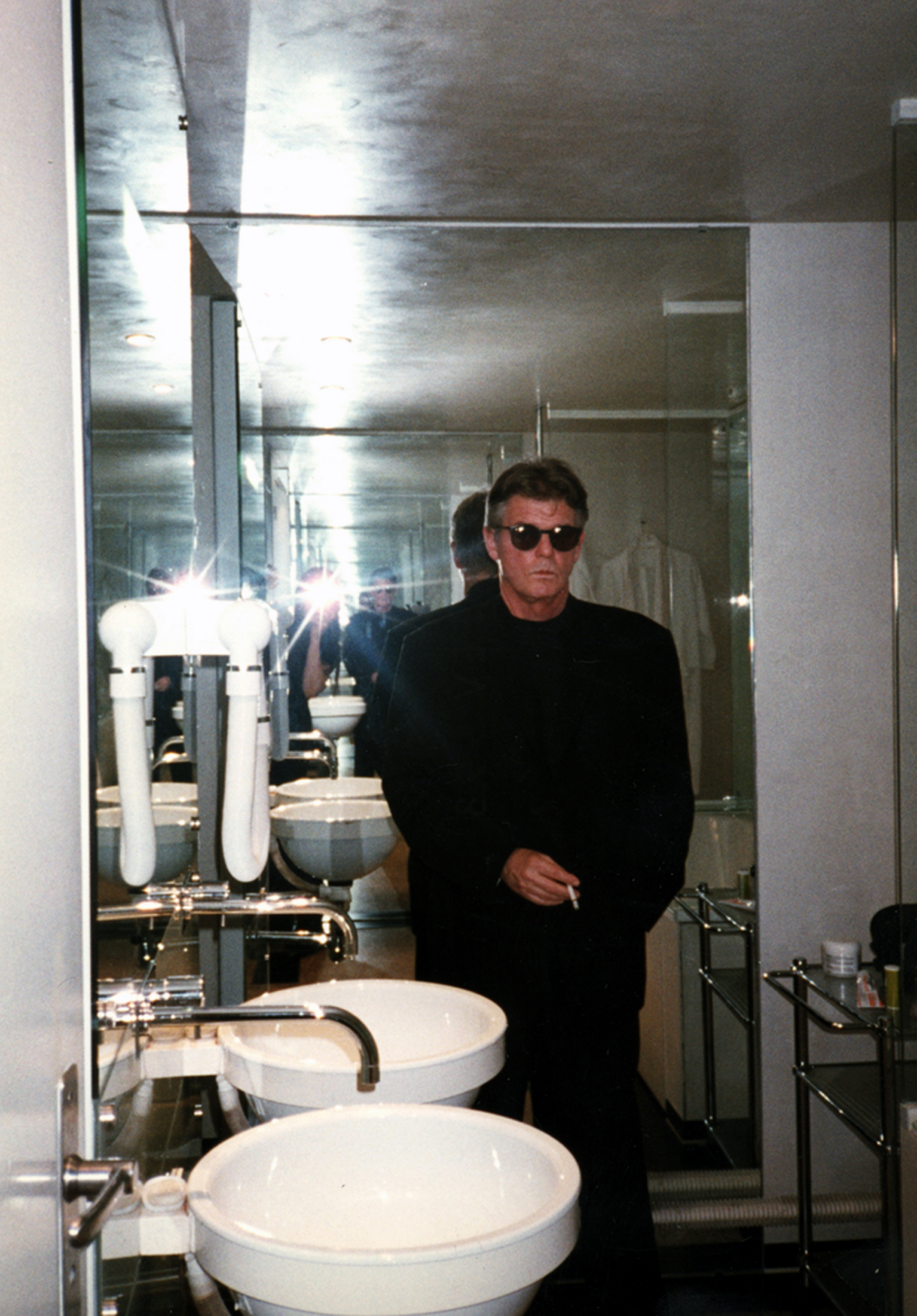
Lewis Baltz (1998)

Lewis Baltz (* 12. September 1945 in Newport Beach, Kalifornien; † 22. November 2014 in Paris) war ein US-amerikanischer Fotograf.

## Leben und Werk
Lewis Baltz gilt als einer der wichtigen amerikanischen Fotografen, die sich in den 1970er Jahren bis dahin ungewöhnlichen Sujets zuwandten und damit eine neue fotografische Ästhetik schufen (New Topographic Movement/neue topografische Bewegung). Baltz lebte in Paris und Venedig.
Baltz studierte am San Francisco Art Institute (Abschluss 1969) und der Claremont Graduate School (Master of fine Arts, 1979). Von 1970 bis 1972 war er Dozent für Fotografie am PamonaCollege (Kalifornien) und am California Institute of Arts, Valencia. Bis 2003 hatte er Lehraufträge an unterschiedlichen amerikanischen wie europäischen Hochschulen, darunter der European Graduate School in Saas-Fee, seit 2004 unterrichtete er auch am Istituto Universitario di Architettura in Venedig.
Baltz’ Fotografie gilt weit über die USA hinaus als stilbildend. Er wurde mit Fotografien bekannt, die das eher Gewöhnliche am Stadtrand, Einfamilienhaus-Siedlungen, Industriegebiete oder vom Menschen deformierte Brachlandschaften dokumentieren. Dieses Vorgehen kann als eine Ästhetisierung des Alltäglichen beschrieben werden.
Lewis Baltz wird in den USA aufgrund seiner innovativen Landschaftsaufnahmen als topografischer Fotograf eingeordnet. Beispiele finden sich unter anderem in seinen Fotobänden New Industrial Parks, San Quentin Point, Candle stick Point, Deaths in Newport.
Einige seiner fotografischen Serien zeichnen sich darüber hinaus durch eine ausgeprägt minimalistische Gestaltungsweise aus. Bei den Fotografien zum Beispiel eines Einfamilienhauses führt die Dokumentation nur weniger architektonischer Elemente z. B. zu einem fast abstrakten fotografischen Kunstwerk.
Gegen Ende der 1980er Jahre ließ sich Lewis Baltz in Europa nieder. Hier begann Baltz seine Fotografien zum Teil als Großformate zu präsentieren und wandte sich verstärkt Schauplätzen zu, die durch neue Technologien geprägt sind und deren klinische menschenleere Atmosphäre er darstellte (Sites of Technology).

## Auszeichnungen (Auswahl)
- 1973/1976 Stipendium des National Endowment for the Arts
- 1977 John Simon Guggenheim Memorial Fellowship
- 1980 US-UK Bicentennial Exchange Fellowship
- 1991 Charles Pratt Memorial Award

## Ausstellungen (Auswahl)
- 1971 Castelli Graphics, New York, USA
- 1974 Corcoran Gallery of Art, Rochester, USA
- 1980 Werkstatt für Photographie, Berlin, Deutschland
- 1985 Victoria and Albert Museum, London, Großbritannien
- 1990 Rule Without Exception. New York Institute of Contemporary Art, USA
- 1992 Ronde de Nuit. Musée National d’Art Moderne, Centre Georges-Pompidou, Paris, Frankreich
- 1993 Regel ohne Ausnahme. Fotomuseum Winterthur, Winterthur, Schweiz, und Musée d’art moderne de la Ville de Paris, Frankreich
- 1995 Louisiana Museum of Modern Art, Humlebæk, Dänemark
- 1998 Museum of Contemporary Art, Los Angeles, USA
- 2001 Was wäre wenn. Kunstverein Rüsselsheim und Norton Simon Museum, Pasadena, USA
- 2002 Canadian Center for Architecture, Yale University Art Gallery, University Art Museum der Princeton University (beide USA) und Marburger Kunstverein
- 2005 Galerie Thomas Zander, Köln, Deutschland
- 2006 Kunstverein Bremerhaven, Deutschland
- 2007 89/91 Sites of Technology. Galleria Civica di Modena, Modena, Italien und Galerie Thomas Zander, Köln, Deutschland
- 2012 Kunstmuseum, Bonn
- 2013 Albertina (Wien), Österreich

## Bücher
- New Topographics: Photographs of a Man-Altered Landscape. Hrsg. von William Jenkins. International Museum of Photography, Rochester 1975.
- New Industrial Parks Near Irvine, California. Castelli Graphics, New York 1975.
- Maryland. Corcoran Gallery of Art, Washington D.C. 1976.
- Nevada. Castelli Graphics, New York 1978.
- Park City. Castelli Graphics und Artspace, New York 1981.
- San Quentin Point. Zwölftes Haus, Berlin und Editions la Differèrence, Paris 1986.
- Lewis Baltz. Five Projects 1983–1988. Stedelijk Museum, Amsterdam 1992.
- Ronde de Nuit. Centre George Pompidou, Paris 1992.
- Regel ohne Ausnahme. Fotomuseum Winterthur, Zürich / Berlin / New York 1993.
- Die Toten von Newport Beach. Museum für Fotografie Braunschweig, 1995.
- 55 Series. Scalo Verlag, Zürich 1996.
- The Politics of Bacteria, Docile Bodies, Ronde de Nuit. Museum of Contemporary Art, Los Angeles 1998.
- The new industrial Parks near Irvine, California/Das neue Industriegelände in der Nähe von Irvine, Kalifornien. Steidl, Göttingen 2001, ISBN 3-88243-318-3.
- The Tract Houses, The Prototype Works, The New Industrial Parks Near Irvine, California. RAM Publications, 2005.
- Lewis Baltz at the – in der Albertina. Wien 2015, ISBN 978-3-86335-658-3.